# 사회 위기
사회 위기 또는 사회적 위기는 사회의 기본 구조가 급격한 중단이나 쇠퇴를 경험하는 위기이다.

## 개요
사회적 위기는 갑작스럽고 즉각적일 수도 있고, 발전하는 데 수십 년이 걸릴 수 있는 심각한 사회적 불평등일 수도 있고, 이러한 개념적 모드 사이 어딘가에 해당하는 광범위한 시나리오나 상황일 수도 있다. 여기에는 다음이 포함될 수 있다.
- 쿠데타와 같은 정치적 위기, 정치적 및 사회적 무질서, 군사적 갈등, 대규모 시위, 정부 일부 또는 중앙 기관의 기능 장애로 인한 대규모 시민 혼란.
- 가능한 금융 위기, 통화 위기, 경제적 충격, 경제 시스템 내의 붕괴 또는 주요 기능 장애를 포함하거나 포함할 수 있는 경제 위기,
- 또는 악천후, 전염병, 가뭄, 기근 또는 자연계와 관련된 기타 사건을 포함할 수 있는 자연 재해로 인한 대규모 격변.

사회적 위기는 이러한 요인 중 하나, 일부 또는 전부가 어떤 조합으로든 구성될 수 있다.

## 같이 보기
- 금융위기